# Тетралактат титана
Тетралакта́т тита́на (лактат титана; химическая формула — C12H20O12Ti) — химическая титановая соль молочной кислоты.

## Синтез
Получают тетралактат титана с помощью взаимодействия молочной кислоты с титанатом тетраизопропила в дистиллированной воде.

## Использование
Данное соединение ранее использовалось в качестве протравы в кожевенной промышленности под торговым названием «Corrichrome».